# Ter Geest en Te Zande
De molen Ter Geest en Te Zande is een windmolen die op het grondgebied van de Belgische gemeente Deerlijk staat. Sinds 1944 is hij bij Koninklijk Besluit wettelijk beschermd. Het is de enige van vele molens die te Deerlijk bewaard gebleven is.

## Technische beschrijving
Het betreft een witgeschilderde, bakstenen molen met een metalen stelling en schoren. Het gevlucht is 23 m groot en heeft half verdekkerde wieken.
Op de benedenverdieping staat de olieslagerij en bevindt zich een spoorwiel met 25 kammen, dat twee steenwielen met elk 75 kammen op de staande assen van de kantstenen aandrijft.  Er zijn twee vuisters, drie persladen (in 1906 te Olsene gekocht ter vervanging van het heiwerk) en een buil. Op de tussenzolder staat de haverpletter. Er is ook een graanzolder voor opslag. De maalzolder heeft drie maalbakken en een in de vloer ingewerkte bascule. Op de steenzolder staan drie koppels kunststenen, die aangedreven worden door een tweede spoorwiel met 55 kammen via drie steenschijven met respectievelijk 26, 29 en 26 kammen. Op de luizolder bevinden zich twee luiwerken met een kamwiel met 22 kammen, die aangedreven worden door een horizontaal kamwiel met 42 kammen. De zetelkap rust op een zetel met zeven rollen (3+2+2 rollen). De kap is bedekt met roodkoperen platen. De windpeluw bestaat ten gevolge van de brand uit twee I-profielen. Het bovenwiel heeft 48 kammen en de bonkelaar 32 kammen.
De vang is een ijzeren hoepelvang met op het bovenwiel een voering. De vang heeft een vangtrommel.

## Restauratie
In 1980-1981 en in 2005 werden de romp en de wieken gerestaureerd.

## Geschiedenis
Op dezelfde plaats stond eerst een molen uit 1768. Dit was een oliemolen die zwaar beschadigd werd tijdens een hevige storm in 1800. Hij kon alsnog gered worden. In de jaren 1820 kwam de familie Declercq in het bezit van de gerenoveerde molen en dit tot op vandaag; vandaar de in de streek gebruikte term Clerkskens molen. Ondertussen was men naast het persen van olie ook graan beginnen malen. In 1888 brandde de molen volledig af. In de plaats kwam een stenen stellingmolen. Op het einde van de Eerste Wereldoorlog – in 1918 - werd de molen nog eens zwaar beschadigd door gevechten.
Enkele jaren terug kwam een einde aan de graanmaalderij nadat men eerder ook met het persen van olie was gestopt.

## Naamgeving
De naam Ter Geest en Te Zande werd gegeven door de heemkundige Leon Defraeye en is een samenstelling van de namen van twee oudere - verdwenen - molens. De molen is te vinden op het toepasselijk vernoemde gehucht Molenhoek.